# Les Trois Mousquetaires (Niblo, 1921)

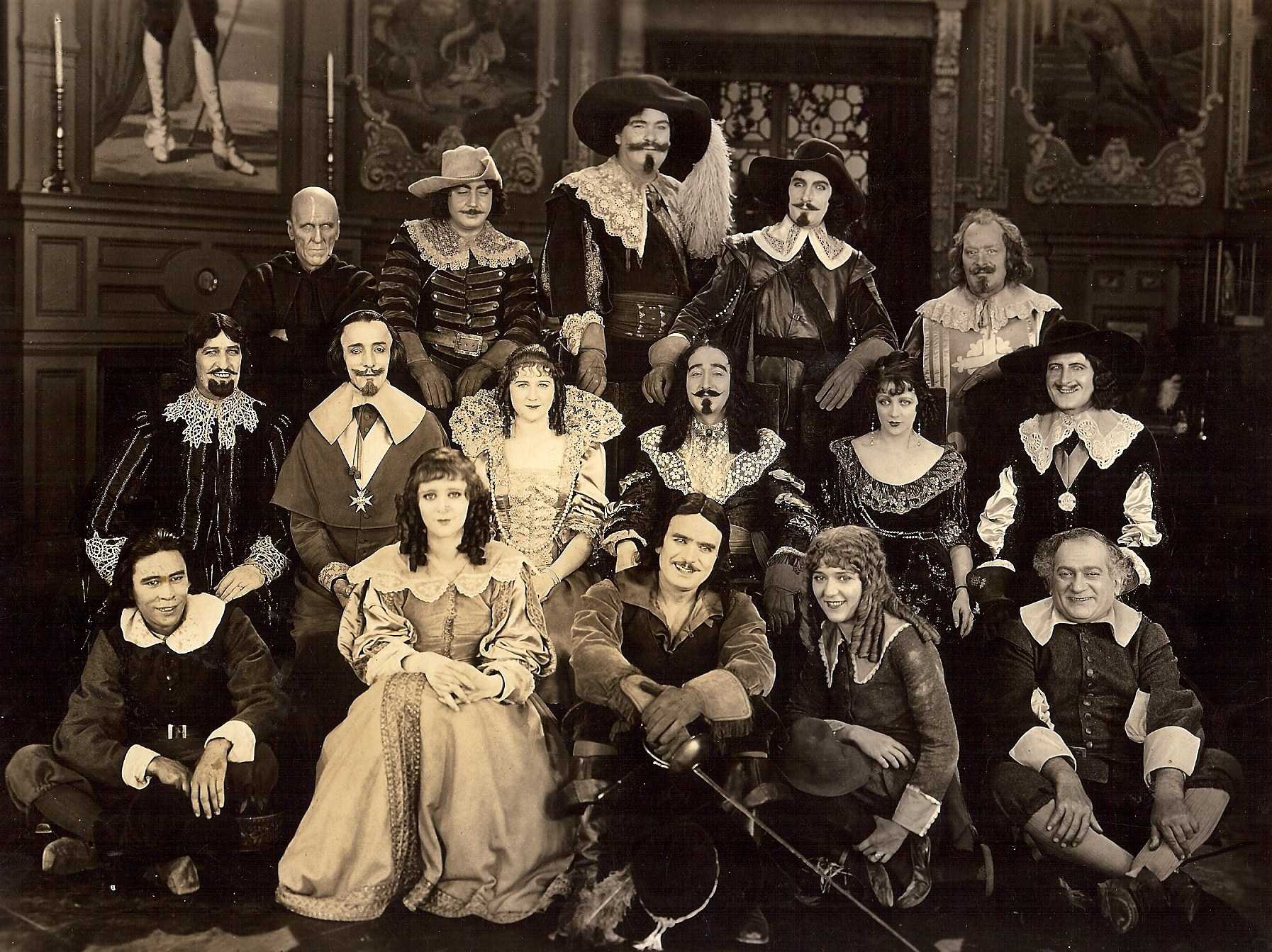
Photo promotionnelle réunissant les principaux acteurs du film.

Pour les articles homonymes, voir Les Trois Mousquetaires (homonymie) et Les Trois Mousquetaires (Diamant-Berger, 1921).
Pour plus de détails, voir Fiche technique et Distribution.
Les Trois Mousquetaires (titre original : The Three Musketeers) est un film muet américain de Fred Niblo, sorti en 1921.

## Fiche technique
- Titre original : The Three Musketeers
- Titre français : Les Trois Mousquetaires
- Réalisation : Fred Niblo
- Scénario : Douglas Fairbanks, Edward Knoblock et Lotta Woods, d'après le roman éponyme d'Alexandre Dumas
- Direction artistique : Edward M. Langley
- Costumes : Paul Burns
- Photographie : Arthur Edeson
- Montage : Nellie Mason
- Musique : Louis F. Gottschalk
- Production : Douglas Fairbanks
- Société de production : Douglas Fairbanks Pictures
- Société de distribution : United Artists
- Format : noir et blanc - 35 mm -  1,37:1 - Muet
- Durée : 120 min
- Genre : Film d'aventure, Film d'action, Film de cape et d'épée
- Date de sortie :
  - États-Unis : 28 août 1921

## Distribution
- Douglas Fairbanks : D'Artagnan
- Léon Bary : Athos
- George Siegmann : Porthos
- Eugene Pallette : Aramis
- Boyd Irwin : le comte de Rochefort
- Thomas Holding : le duc de Buckingham
- Sidney Franklin : Monsieur Bonacieux
- Charles Stevens : Planchet
- Nigel De Brulier : le cardinal Richelieu
- Willis Robards : le capitaine de Tréville
- Lon Poff : le père Joseph
- Mary MacLaren : la reine Anne d'Autriche
- Marguerite De La Motte : Constance Bonacieux
- Barbara La Marr : Milady de Winter
- Walt Whitman : le père de D'Artagnan
- Adolphe Menjou : Louis XIII
- Charles Belcher : Bernajoux
- Douglas Fairbanks Jr. (non crédité) : un enfant